# Alessia
Alessia es un nombre femenino italiano.

## Variantes
- Hipocorístico: Ale
- Masculino: Alessio

### Variantes en otros idiomas
- Francés: Alexia
- Inglés: Alexia,[1] Alexis[1]
- polaco: Aleksja
- portugués: Aleixa
- serbio: Алексија (Aleksija)
- esloveno: Aleksija
- Español: Aleja
- Alemán: Alexia[1]

## Origen y difusión
Se trata de una reciente adaptación femenina del nombre Alessio, que deriva del griego antiguo Aλεξις (Álexis) y tiene el significado de "defensor". En algunos casos puede representar una forma abreviada de Alessandra.
Según el ISTAT, Alessia es uno de los nombres más populares para recién nacidos a principios del siglo XXI en Italia, siendo el primer nombre más común asignado en 2000, el quinto más común en 2004 y el sexto en 2006.

## Onomástico
El onomástico se puede celebrar el 9 de enero en memoria de la beata Alix Le Clerc (también llamada "Alessia"), monja agustina y fundadora, junto con San Pedro Fourier, de las canonesas de San Agustín de la Congregación de Nuestra Señora. Alternativamente, también se puede celebrar el mismo día que el de los hombres, es decir, generalmente el 17 de julio en memoria de San Alessio, el mendigo.

## Personas
- Alessia Cara, cantante, compositora y actriz canadiense
- Alessia Russo, futbolista inglesa
- Alessia Rovegno, modelo y cantante peruana
- Alessia Reato, presentadora de televisión, modelo y actriz italiana.
- Alessia Injoque, activista por los derechos de las personas LGBT e ingeniera chilena
- Alessia Gazzola, novelista italiana
- Alessia Fugardi, actriz italiana
- Alessia Filippi, nadadora italiana
- Alessia Marcuzzi, presentadora de televisión, actriz y corista italiana